# Ben Falcone
Benjamin Scott „Ben” Falcone (ur. 25 sierpnia 1973 w Carbondale) – amerykański aktor, komik, scenarzysta i producent filmowy.

## Życiorys
Urodził się w Carbondale w Illinois jako syn Peg i Steve’a Falcone. Przodkowie jego ojca byli w połowie Włochami, Anglikami, Niemcami i Irlandczykami, a jego matka była pochodzenia niemieckiego.
Po raz pierwszy wystąpił na ekranie w roli aktorskiej jako kasjer bankowy w dramacie Rennie’s Landing (2001) z udziałem Charlotte Ayanny, Ethana Embry’ego, Petera Facinelliego i Scotta Foleya. Od 23 września 2004 do 29 lipca 2006 grał postać Howarda w sitcomie NBC Joey. Zadebiutował jako reżyser filmowy komedią drogi Tammy (2014), do którego napisał scenariusz wspólnie z Melissą McCarthy. Jego debiut przyniósł mu nagrodę dla reżyserów, których warto obejrzeć, na Międzynarodowym Festiwalu Filmowym w Palm Springs. Jako współproducent 21–minutowego filmu dokumentalnego Ponowne zapalenie świec: historia Tima Sullivana (Relighting Candles: The Tim Sullivan Story, 2023) został uhonorowany nagrodą GLAAD Media Awards.
8 października 2005 zawarł związek małżeński z aktorką Melissą McCarthy, z którą ma dwie córki – Vivian (ur. 5 maja 2007) i Georgette (ur. 22 marca 2010).

## Filmografia

### Obsada
Filmy
- 2003: Fałszywa dwunastka jako mecenas teatru
- 2006: Garfield 2 jako amerykański turysta
- 2007: Ciastko z niespodzianką jako agent
- 2011: Druhny jako Marshall Jon
- 2012: Jak urodzić i nie zwariować jako Gary Coope
- 2013: Ani słowa więcej jako Will
- 2013: Złodziej tożsamości jako Tony / recepcjonista w motelu
- 2015: Agentka jako amerykański turysta
- 2022: Thor: Miłość i grom jako asgardyjski kierownik sceny

Seriale
- 2002: Pohamuj entuzjazm jako urzędnik
- 2002: Tak, kochanie jako mężczyzna
- 2003: Jim wie lepiej jako serwer procesowy
- 2003: Kochane kłopoty jako pan Brink
- 2006: Na imię mi Earl jako Ed Reed
- 2006: Nasza klasa jako
- 2008: Rita daje czadu jako Harry
- 2010: Kości jako Andy Pfleuger
- 2010: Sons of Tucson jako dr Lou
- 2005: Confessions of an Action Star jako Jerry Moss
- 2004–2006: Joey jako Howard
- 2012: Happy Endings jako Darren
- 2012: Up All Night jako Justin
- 2013: Go On jako Carlo
- 2014: A to Z jako Howard
- 2014–2015: Jess i chłopaki jako Mike
- 2021: Dziewięcioro nieznajomych jako Paul Drabble

### Producent
Filmy
- 2018: Rozpruci na śmierć

### Scenarzysta
Seriale
- 2011–2012: The Looney Tunes Show (14 odcinków)